# Push That Knot Away
Push That Knot Away è il terzo singolo estratto dal quarto album in studio, Tiger Suit, della cantante scozzese KT Tunstall.

## Pubblicazione
La canzone ha debuttato sul canale ufficiale della cantante, il 9 luglio 2010 con un video non ufficiale tratto dal documentario "How To Make A Tiger Suit".

## Background
La canzone è stata suonata dal vivo, per la prima volta a Glasgow il 18 giugno 2010.
Dopo che la canzone è stata pubblicata, è diventata la colonna sonora di tutti i trailer pubblicitari dell'album.
La canzone è stata suonata da KT Tunstall durante la registrazione del Live in London March 2011.

## Curiosità
Anche se non è mai stato propriamente pubblicato come singolo ufficiale, è sicuramente uno dei brani più importanti dell'album.